# Die anderen Bands
„Die anderen Bands“ ist eine begriffliche Zusammenfassung für alternative Musikkapellen und Projekten von 1986 bis 1989/90 in den letzten Jahren der DDR.

## Bezeichnung
Die Haltung und das stilistische Spektrum der so bezeichneten Bands war neu und „anders“ als der bisherige DDR-Rock. In dieser Independent-Szene waren New-Wave-, Indierock-, experimentelle oder Elektronik-Bands sowie aus dem Punk in der DDR hervorgegangene Gruppen zusammengefasst. „Die anderen Bands“ begeisterten schnell ein breites Publikum, klar und offen sangen sie markante systemkritische Songs. Viele Beteiligte und Fans engagierten sich später auch bei der friedlichen Revolution von 1989.
Der Rundfunkjournalist Lutz Schramm brachte ab März 1986 in seiner Sendung Parocktikum im DDR-Jugendradio DT 64 diese Musik einem breiteren Publikum nahe. 1988 erschien in einer Samplerreihe des ostdeutschen Musiklabels Amiga die LP „Kleeblatt Nr. 23 – Die anderen Bands“ mit jeweils vier Titeln von vier Bands. 1989 erschien eine Zusammenstellung verschiedener Gruppen unter dem Titel „Parocktikum“ als Langspielplatte (LP) und Musikkassette (MC) auf Amiga. Der Sampler „Parocktikum 2“ erschien 1990 als MC beim Westberliner Label Zensor von Burghardt Seiler. Ab 1990 erschienen diverse Sampler mit Indie-Bands aus der DDR – meist als Compact Disc, teilweise auch als LP.
Zahlreiche Gruppen wie die anderen, Die Art, Electro Artist, Sandow, AG. Geige, Der Expander des Fortschritts, Cadavre Exquis oder auch Feeling B entwickelten eigenständige Stilrichtungen mit zum Teil dadaistischen Tendenzen. Kunst- und Multimedia-Projekte wie Törnen, New Affaire oder Allerleirauh waren ebenfalls wichtige Vertreter dieser Bewegung. Bands wie Rosengarten können als Vertreter des Gothic Punk gelten. Auch der Ursprung des Mittelalter-Rock ist in der Szene der anderen Bands zu suchen, aus der unter anderem Formationen wie Rammstein, In Extremo, Subway to Sally und Corvus Corax hervorgingen.
Mit der Maueröffnung gab es einen Bruch. Im Zuge der Wiedervereinigung 1990 zersplitterte die Szene und löste sich weitgehend auf.

## Liste der Bands
- 3tot
- 9 Tage alt
- AG. Geige
- Anoraks
- die anderen
- Die Art (früher Die Zucht)
- Die Atominos
- AufBruch
- Aufruhr zur Liebe
- B. Crown
- Big Savod and the Deep Manko
- Bleibeil
- Cadavre Exquis
- Defloration
- DEKAdance
- Der Demokratische Konsum
- Die 3 von der Tankstelle
- Dritte Wahl
- Ernährungsfehler
- Der Expander des Fortschritts
- Die fanatischen Frisöre
- The Fate
- Feeling B
- Fehlschicht
- Fellini Prostitutes
- Fett
- Die Firma
- First Arsch
- Flexibel (später AufBruch)
- Frechheit
- Freunde der italienischen Oper
- Freygang
- Die Gehirne
- Der Gelbe Wahnfried
- Happy Cadavres
- Happy Straps
- Hans am Felsen
- Hard Pop (ehemals Rosa Extra)
- HerTZ
- Heinz & Franz
- Herbst in Peking
- Herr Blum
- Ichfunktion
- Iron Henning
- Jähzorn
- Kalabatek Exzek
- Kaltfront
- Kampanella is Dead
- Kein Mitleid
- Kirsche & Co.
- Klick & Aus
- Die Körper der Einfalt
- Kot Mpi
- L’Art de Blamage (Leipzig)
- L'Attentat
- Mad Affaire
- Die Magdalene Keibel Combo
- Mandata
- Media Nox (Greiz)
- Mixed Pickles
- Müllstation
- Namenlos
- Noah (früher Nr. 13 und Einschlag)
- Neu Rot
- Ornament & Verbrechen
- Papierkrieg
- Paranoia
- Parole Emil
- Perestroika Combo
- Real Deal
- Rosengarten
- Sandow
- Schleim-Keim
- Die Skeptiker
- Tausend Tonnen Obst
- Teurer denn je
- Timur und sein Trupp
- Tina has never had a Teddybear
- Tom Terror & Das Beil
- Torpedo Mahlsdorf
- Tropenkoller
- Ulrike am Nagel
- Die Vision
- Wartburgs für Walter
- Weiterverarbeitung
- WK 13
- Wutanfall (später: Der schwarze Kanal)
- Zwitschermaschine